# Exopalpus intermedia
Exopalpus intermedia là một loài ruồi trong họ Tachinidae.